# Karszów

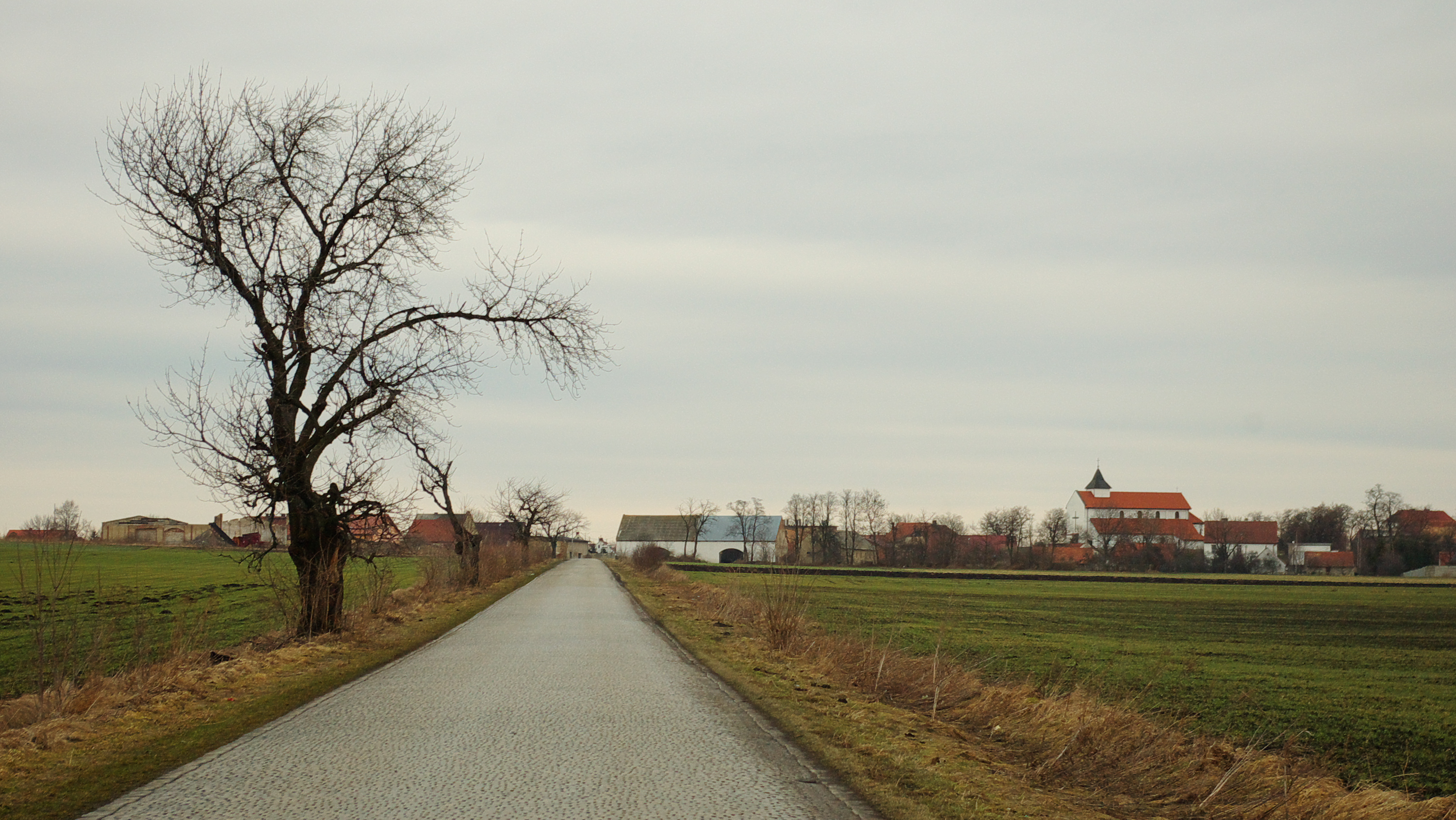
Block auf Karszów (2011)

Karszów (deutsch: Karschau bei Nimptsch, vormals auch Karschen) ist ein Ort in der Stadt- und Landgemeinde Strzelin (Strehlen) im Powiat Strzeliński der Woiwodschaft Niederschlesien in Polen.

## Lage
Karszów liegt ungefähr 6 Kilometer westlich von Strzelin (Strehlen) und 41 Kilometer südlich von Breslau. Nachbarorte sind Prusy (Prauß) und Gołostowice (Gollschau) im Südwesten, Kondratowice (Kurtwitz) im Nordwesten, Edwardów (Teichvorwerk) und Piotrowice (Peterwitz) im Norden, Mikoszów (Niklasdorf) im Nordosten und Strzegów (Striege) im Südosten. 

## Geschichte
In der Nähe des früheren Dorfanteils Skalitz aufgefundene Urnengräber lassen auf eine Besiedlung der Gegend in grauer Vorzeit schließen. Später soll sich dort eine Burg befunden haben, die bereits im 19. Jahrhundert nicht mehr bestand. Die Ersterwähnung von Karschau erfolgte 1324 als „Karschow“. Territorial gehörte Karschau früher zum Herzogtum Brieg, das ein Lehen der Krone Böhmens war. Grundherr war das zunächst fürstliche, dann königliche Domänenpachtamt Rothschloss. Seit wann die ursprünglich dem heiligen Erzengel Michael geweihte Pfarrkirche existierte, ist nicht bekannt. 1335 erscheint sie im Register des päpstlichen Nuntius Gallhardus als „ecclesia de Czarcow“. Im Zuge der Reformation wurde das Gotteshaus 1534 evangelisch, 1693 katholisch und 1707 restituiert.
Im Zuge der Eroberung Schlesiens durch Preußen wurde Karschau 1742 Teil des neu gegründeten Kreises Nimptsch innerhalb der preußischen Provinz Schlesien. 1792 zählte Karschau 1½ Meilen von Nimptsch entfernt ein Vorwerk, eine evangelische Kirche, ein Pfarr- und Schulhaus, 15 Bauern, 22 Gärtner, neun Häusler und 371 Einwohner. Karschau unterstand der Kriegs- und Domänenkammer Breslau, bis es im Zuge der Stein-Hardenbergischen Reformen 1815 dem Regierungsbezirk Reichenbach der Provinz Schlesien zugeordnet wurde. 1845 zählte Karschau 84 Häuser, ein herrschaftliches Schloss, zwei Vorwerke, 595 meist evangelische Einwohner (38 katholisch und der Rest evangelisch), eine evangelische Pfarrkirche mit Pfarrwidum unter königlichem Patronat, eingepfarrt und eingeschult Karschau mit Skalitz, eine evangelische Schule, katholische Kirche zu Rothschloss, eine Windmühle, 18 Handwerker und fünf Händler.  Zur Gemeinde gehörte der 1/4 Meile südlich gelegene Dorfanteil Skalitz, erstmals 1350 als „Scalicz“ erwähnt, mit einem Amtsvorwerk und Kretscham, zwei Häuser und 100 meist evangelische Einwohner (20 katholisch und der Rest evangelisch). Seit 1874 bildete Karschau einen eigenen Amtsbezirk, der zunächst vom Amtsvorsteher in Karschau verwaltet wurde.  Aufgrund der Auflösung des Kreises Nimptsch zum 1. Oktober 1932 wurde die Gemeinde dem Landkreis Strehlen zugeschlagen. 
Als Folge des Zweiten Weltkriegs fiel Karschau 1945 mit dem größten Teil Schlesiens an Polen. Nachfolgend wurde es in Karszów umbenannt. Die deutschen Einwohner wurden – soweit sie nicht schon vorher geflohen waren – vertrieben. Die neu angesiedelten Bewohner stammten teilweise aus Ostpolen, das an die Sowjetunion gefallen war.

## Sehenswürdigkeiten
- Römisch-katholische Filialkirche der Unbefleckten Empfängnis der Heiligen Jungfrau Maria, bis 1945 evangelische Pfarrkirche St. Michaelis, 1335 erstmals erwähnt, im 16. Jahrhundert erneuert, 1945 teilweise zerstört, 1973 bis 1976 wiederaufgebaut.[6]
- Friedhof mit Gruftkapelle aus dem 19. Jahrhundert im neugotischen Stil